# شانون لي
شانون إيمري لي (بالإنجليزية: Shannon Emery Lee)‏ (19 أبريل 1969) ممثلة ولاعبة فنون قتالية وسيدة أعمال أمريكية تعتبر الإبنه الوحيدة لبروس لي وأرملته السيدة ليندا لي كادويل وتعتبر أيضا الشقيقة الصغرى براندون لي.

## من أفلامها
- بليد (فيلم) (1998)

## روابط خارجية
- شانون لي على موقع IMDb (الإنجليزية)
- شانون لي على موقع روتن توميتوز (الإنجليزية)
- شانون لي على موقع ميوزك برينز (الإنجليزية)
- شانون لي على موقع أول موفي (الإنجليزية)
- شانون لي على موقع إن إن دي بي (الإنجليزية)
- شانون لي على موقع ديسكوغز (الإنجليزية)
- شانون لي على موقع قاعدة بيانات الفيلم (الإنجليزية)
- شانون لي على موقع كينوبويسك (الروسية)
- الموقع الرسمي لعائلة بروس لي